# Dracaena buettneri
Dracaena buettneri är en sparrisväxtart som beskrevs av Adolf Engler. Dracaena buettneri ingår i släktet dracenor, och familjen sparrisväxter. Inga underarter finns listade i Catalogue of Life.